# Vare
En vare er et objekt som indehaveren (direkte eller indirekte) drager nytte af. En vare har altså en konkret materiel eller tingslig karakter i modsætning til en tjenesteydelse.
Varer kan efter graden af forædling inddeles i råvarer, halvfabrikater og produkter. De kan også inddeles i forbrugsvarer og kapitalvarer. Mange råvarer og handelsvarer handles på standardiserede råvarebørser.
Varer anvendes også som betalingsmiddel i byttehandler og kan dermed udgøre en naturalieøkonomi.